# 少女コミック
『Sho-Comi』は、小学館発行の日本の少女向け漫画雑誌。1968年4月創刊。2007年の時点では、女子中学生と女子高校生が対象。旧誌名は『少女コミック』。略称も少コミからショウコミに変わっている。

## 歴史
1968年（昭和43年）に月刊誌として創刊。1969年（昭和44年）に月2回刊誌に、1970年（昭和45年）には、週刊化し、誌名の頭に『週刊』が付く。その後1978年（昭和53年）に現在の月2回刊に戻り、1991年（平成3年）より、誌名より『週刊』が取れ、再び『少女コミック』となる。そして2008年（平成20年）1号からは、表紙に長年使用してきた「少女コミック」の題字ではなく、略称「少コミ」のローマ字・英語併用表記の「Sho-Comi」に題字を改めている。
1970年代は既に他社で執筆していた『24年組』の萩尾望都や竹宮恵子（後「惠子」に改名）が起用されていた。
1980年代には「陽あたり良好!」（あだち充）、「ジョージィ!」（井沢満+いがらしゆみこ）、「ライジング!」（藤田和子）、『イズァローン伝説』（竹宮惠子）などの作品が連載されていた。また、北川みゆき、すぎ恵美子といった1990年代から2000年代初頭の少女コミックのスタイルを決定づける作家が本誌からデビューした。
1998年10号にて、創刊1000号を迎えた。
「闇のパープル・アイ」（篠原千絵）、「ふしぎ遊戯」、「妖しのセレス」（いずれも渡瀬悠宇）などのファンタジー作品も生み出していく一方で、具体的な性描写や性的暴行シーンが描かれた作品が問題視された。茨城県では茨城県青少年の健全育成等に関する条例に基づいて有害図書に指定したことがある。さらに2007年には、日本PTA全国協議会による「子どもとメディアに関する意識調査」の中で、「子どもに読ませたくない雑誌」の第1位になった。

## 歴代編集長
- 1988年 - 1992年 辻本吉昭[7]
- 2009年 - 2012年 細川祐司[8]
- 2012年 - 2016年 萩原綾乃[9]
- 2016年 - 2019年 井上拓生[10]
- 2019年 - 2022年 畑中雅美[11]
- 2022年 - 2024年 中田健一[12][13]
- 2024年 - 金井順子[3]

## 連載作品
以下、2025年8月20日（2025年18号）現在連載中の作品。休載中作品を含む。
| 作品名                                                 | 作者                                  | 開始号            |
| ------------------------------------------------------ | ------------------------------------- | ----------------- |
| 青春ヘビーローテーション                               | 水瀬藍                                | 2020年05号        |
| 窮鼠の契り-偽りのΩ-                                    | 白石ユキ                              | 2020年06号        |
| 次はいいよね、先輩                                     | 梅澤麻里奈                            | 2021年15号        |
| まるまるコーギー                                       | つじなつみ                            | 2022年07号        |
| 今夜、彼の兄と                                         | 結貴みつる                            | 2022年13号        |
| ネエちゃんのご褒美ぶっかけ調味料                       | 万路とら                              | 2022年21号        |
| ほぼ実録！限界オタク大学生の日常                       | 水帆かえる                            | 2023年13号        |
| 東京§神狼                                              | くまがい杏子                          | 2023年23号        |
| 黒豹くんは食べちゃいたい。                             | きみど莉央                            | 2024年03/04合併号 |
| はらぺこ漫画家3000円グルメ日記                         | 華夜                                  | 2024年05号        |
| だって、愛しか見えなかった                             | 今澤まいこ                            | 2024年07号        |
| 女王エリカの課外授業〜放課後before after〜             | 優木もあ                              | 2024年08号        |
| Cake×Bomb                                              | 佐野愛莉                              | 2024年09号        |
| 白馬は黒王子の夢をみる                                 | 足立原ひかり 小野ゆりえ               | 2024年16号        |
| もう好きでしょ、オレのこと                             | 春宮アン                              | 2024年17号        |
| 魔法少女ダンデライオン                                 | 水帆かえる                            | 2024年18号        |
| 芸能界を引退した推しとしたい100のこと                  | 花本麻実                              | 2025年06号        |
| この学園バズらせます！                                 | 七篠ユリ                              | 2025年15号        |
| あおはるフレグランス                                   | 星森柚稀も（原案） 岩華すもも（漫画） | 2025年16号        |
| 覇王様の異世界花嫁                                     | 柚原テイル（原作） 森猫まりり（漫画） | 2025年17号        |
| 負けヒロインですが結婚します〜この中に私の夫がいる!?〜 | 池山田剛                              | 2025年18号        |

## 増刊・派生誌
本誌とは別に増刊が奇数月15日ごろに発売されている。『Sho-Comi増刊』という誌名で刊行。2019年11月15日発売の同年12月15日号から『Sho-ComiX』に誌名を変更し、リニューアルされている。判型は本誌と同じB5判。定価は640円。2024年9月15日発売の同年10月15日号から月刊となり、電子書籍限定刊行に変更となった。

### 『Sho-ComiX』の連載作品

#### 連載中作品
2025年9月15日号（2025年8月15日）現在。
- おとなの初恋（星森柚稀も）：2021年2月14日号[39] -
- あざとい君を落としたい!（真村ミオ）：2022年6月15日号 - 2025年9月15日号[40]
- 望木くんのご奉仕は実は甘い。（秋梨いと）：2023年10月15日号[41] -
- ねことチワワ（長谷川さわ）：2023年12月15日号[42] -
- 偏食吸血鬼はおあずけ中（杉しっぽ）：2024年10月15日号[38] -
- 異世界で溺愛はビギナーです！（原作：柚原テイル、作画：えりんご）：2024年11月15日号[43] -
- 黒澤くんは照れたくない（結貴みつる）：2024年11月15日号[43] -
- 花とメオトｰ大正溺愛お伽草子（密樹みこ）：2025年3月15日号[44] -
- 召喚され令嬢の贅沢な成り上がり離宮計画〜光の手で満喫したら王太子が溺愛してくる〜（原作：柚原テイル、漫画：一乃木ことり）：2025年7月15日号[45] -

#### 過去の連載作品
- イケメンパンダ（ナオダツボコ）： - 2020年6月15日号[39] ※『Sho-Comi増刊』から連載
- 99%男女交際（清水まみ）： - 2021年4月15日号 ※『Sho-Comi』平行連載
- 新婚中で、溺愛で。（真村ミオ）： - 2020年2月14日号 ※『Sho-Comi増刊』から連載
- Sフレコンプレックス（市川ショウ）：2019年12月15日号[36] - 2020年4月15日号
- キミに溺れる心臓（夜神里奈）：2019年12月15日号[36] - 2021年6月15日号→『モバフラ』へ移籍
- 抱きしめておやすみ（甘宮ちか）：2019年12月15日号[36] - 2020年4月15日号
- 月とメープルシロップ -先生との恋は蜜の味-（華夜）：2019年12月15日号[36] - 2023年2月14日号
- 不埒な蕾（真村ミオ）：2019年12月15日号[36] - 2022年4月15日号
- 花の散るらん -吉原遊郭恋がたり-（森猫まりり）：2020年2月14日号 - 2022年12月15日号
- ワンルームスイートライフ（朝黄ひかる）：2020年2月14日号 - 2021年8月15日号
- 推しと結婚するまでの300days（ましい柚茉）：2020年4月15日号 - 2022年8月15日号
- 猫のいもうと（奈々島ユカ）：2020年4月15日号 - 2021年2月14日号[46]
- 私の可愛い店長（まちだ紫織）：2020年4月15日号 - 2021年2月14日号[46]
- 少年ブラヰド ー男装令嬢と黒書生ー（蜜樹みこ）：2020年6月15日号[46] - 2023年2月14日号 ※読み切りから連載化[39]
- 帝都初恋心中（蜜樹みこ）：2020年6月15日号 - 2020年12月15日号[47] ※『Sho-Comi増刊』から連載
- 俺のこと飼ってみない?（まちだ紫織）：2021年4月15日号[48] - 2023年8月15日号[49]
- 文豪に捧げる乙女（甘宮ちか）：2021年10月15日号[50] - 2025年2月14日号[51]←『&フラワー』から移籍[50]
- オタクの城（朝黄ひかる）：2022年2月14日号[52] - 2024年8月15日号[53]
- クズとケモ耳（杉しっぽ）：2022年2月14日号[52] - 2024年6月15日号[54]←『&フラワー』から移籍[52]
- キスシーンはアドリブです！（ましい柚茉）：2022年10月15日号[55] - 2024年8月15日号[53]
- おひとりさま少女漫画家のお気楽ぼっち生活（華夜）：2023年6月15日号[56] - 2025年8月15日号[57]
- 三つ星彼氏のフルコース（森猫まりり）：2023年6月15日号[56] - 2025年7月15日号[45]

## 映像化

### アニメ化
| 作品               | 放送年          | アニメーション制作 | 備考                           |
| ------------------ | --------------- | ------------------ | ------------------------------ |
| さすらいの太陽     | 1971年          | 虫プロダクション   |                                |
| ジョージィ!        | 1983年          | 東京ムービー新社   | タイトルは「レディジョージィ」 |
| オヨネコぶーにゃん | 1984年（第1期） | シンエイ動画       |                                |
| オヨネコぶーにゃん | 1985年（第2期） | シンエイ動画       |                                |
| 陽あたり良好!      | 1987年          | グループ・タック   | アニメ映画あり（1988年）       |
| ボーイフレンド     | 1992年          | マジックバス       | 特番（火曜ゴールデンワイド枠） |
| ふしぎ遊戯         | 1995年 - 1996年 | スタジオぴえろ     |                                |
| 快感・フレーズ     | 1999年          | スタジオ雲雀       | タイトルは「KAIKANフレーズ」   |
| 妖しのセレス       | 2000年          | ぴえろ             |                                |

| 作品                       | 発売年                   | アニメーション制作                                   | 備考                                              |
| -------------------------- | ------------------------ | ---------------------------------------------------- | ------------------------------------------------- |
| 那由他                     | 1986年                   | サーカス・プロダクション                             |                                                   |
| 海の闇、月の影             | 1989年                   | ビジュアル80                                         |                                                   |
| ふしぎ遊戯                 | 1996年 - 1997年（第1期） | スタジオぴえろ（制作会社名は 第3期からぴえろに変更） | タイトルは「オリジナルビデオシリーズ ふしぎ遊戯」 |
| ふしぎ遊戯                 | 1997年 - 1998年（第2期） | スタジオぴえろ（制作会社名は 第3期からぴえろに変更） | タイトルは「ふしぎ遊戯 第二部」                   |
| ふしぎ遊戯                 | 2001年 - 2002年（第3期） | スタジオぴえろ（制作会社名は 第3期からぴえろに変更） | タイトルは「ふしぎ遊戯 -永光伝-」                 |
| 僕は妹に恋をする           | 2005年                   | ベガエンタテイメント                                 |                                                   |
| 蜜×蜜ドロップス            | 2006年                   | ラディクス                                           |                                                   |
| 好きです鈴木くん!!         | 2010年                   | N/A                                                  | 本誌またはちゃお付録、および公式ファンブック付属  |
| 今日、恋をはじめます       | 2010年                   | J.C.STAFF                                            | 単行本9巻および10巻付属                           |
| 小林が可愛すぎてツライっ!! | 2013年 - 2014年          | N/A                                                  | 単行本3巻および6巻付属                            |

### 実写化
| 作品                       | 放送年                        | 制作                   | 備考                                              |
| -------------------------- | ----------------------------- | ---------------------- | ------------------------------------------------- |
| 陽あたり良好!              | 1982年                        | 東宝                   |                                                   |
| 闇のパープル・アイ         | 1996年                        | テレビ朝日、東映       |                                                   |
| 東京ジュリエット           | 2006年（台湾ドラマ）          | N/A                    | タイトルは「東方茱麗葉」                          |
| ろまんす五段活用           | 2007年（台湾ドラマ）          | N/A                    | タイトルは「公主小妹」                            |
| 絶対彼氏。                 | 2008年 - 2009年（国内ドラマ） | フジテレビ、共同テレビ | タイトルは「絶対彼氏 〜完全無欠の恋人ロボット〜」 |
| 絶対彼氏。                 | 2012年（台湾ドラマ）          | 八大電視               | タイトルは「絕對達令」                            |
| 絶対彼氏。                 | 2019年（韓国ドラマ）          | SBS                    |                                                   |
| 桃花タイフーン!!           | 2009年（台湾ドラマ）          | N/A                    | タイトルは「桃花小妹」                            |
| 兄に愛されすぎて困ってます | 2017年                        | 日本テレビ             |                                                   |
| 僕の初恋をキミに捧ぐ       | 2019年                        | テレビ朝日、MMJ        |                                                   |

| 作品         | 配信年                   | 制作             | 備考 |
| ------------ | ------------------------ | ---------------- | ---- |
| 花にけだもの | 2017年 - 2018年（第1期） | The icon（協力） |      |
| 花にけだもの | 2019年（第2期）          | The icon（協力） |      |

| 作品                              | 公開年 | 配給                     | 備考                                 |
| --------------------------------- | ------ | ------------------------ | ------------------------------------ |
| 洗礼                              | 1996年 | アルゴ・ピクチャーズ     |                                      |
| 僕は妹に恋をする                  | 2007年 | ショウゲート             |                                      |
| 僕の初恋をキミに捧ぐ              | 2009年 | 東宝                     |                                      |
| 今日、恋をはじめます              | 2012年 | 東宝                     |                                      |
| 兄に愛されすぎて困ってます        | 2017年 | 松竹                     |                                      |
| 未成年だけどコドモじゃない        | 2017年 | 東宝                     |                                      |
| あのコの、トリコ。                | 2018年 | ショウゲート             |                                      |
| ういらぶ。 -初々しい恋のおはなし- | 2018年 | アスミック・エース       | タイトルは「ういらぶ。」（副題なし） |
| 4月の君、スピカ。                 | 2019年 | イオンエンターテイメント |                                      |

| 作品              | 発売年 | 制作 | 備考     |
| ----------------- | ------ | ---- | -------- |
| 4月の君、スピカ。 | 2016年 | N/A  | 本誌付録 |

## 発行部数
- 1981年9月、公称30万部[59]
- 1982年12月、公称300,000部[60]
- 1984年4月、公称300,000部[61]
- 1985年3月、公称300,000部[62]
- 1986年3月、公称300,000部[63]
- 1987年3月、公称300,000部[64]
- 1988年3月、公称300,000部[65]
- 1989年2月、公称300,000部[66]
- 1990年2月、公称300,000部[67]
- 1991年2月、公称350,000部[68]
- 1991年4月 - 1992年3月、公称500,000部[69]
- 1992年4月 - 1993年3月、公称500,000部[70]
- 1993年1月 - 12月、推定52万部[71]
- 1993年4月 - 1994年3月、公称475,000部[72]
- 1994年1月 - 12月、推定45万部[73]
- 1995年1月 - 12月、推定47万部[74]
- 1996年1月 - 12月、推定44万部[75]
- 1998年1月 - 12月、推定43万部[76]
- 1999年1月 - 12月、推定40万部[77]
- 2000年1月 - 12月、推定38万部[78]
- 2003年9月1日 - 2004年8月31日、301,956部[79]
- 2004年9月 - 2005年8月、299,565部[79]
- 2005年9月1日 - 2006年8月31日、260,218部[79]
- 2006年9月1日 - 2007年8月31日、226,826部[79]
- 2007年10月1日 - 2008年9月30日、197,273部[79]
- 2008年10月1日 - 2009年9月30日、168,000部[79]
- 2009年10月1日 - 2010年9月30日、162,609部[79]
- 2010年10月1日 - 2011年9月30日、165,740部[79]
- 2011年10月1日 - 2012年9月30日、160,392部[79]
- 2012年10月1日 - 2013年9月30日、152,696部[79]
- 2013年10月1日 - 2014年9月30日、138,479部[79]
- 2014年10月1日 - 2015年9月30日、118,000部[79]
- 2015年10月1日 - 2016年9月30日、105,783部[79]
- 2016年10月1日 - 2017年9月30日、101,000部[79]
- 2017年10月1日 - 2018年9月30日、92,913部[79]
- 2018年10月1日 - 2019年9月30日、69,348部[79]
- 2019年10月1日 - 2020年9月30日、49,826部[79]
- 2020年10月1日 - 2021年9月30日、38,565部[79]
- 2021年10月1日 - 2022年9月30日、27,130部[79]
- 2022年10月1日 - 2023年9月30日、18,409部[79]
- 2023年10月1日 - 2024年9月30日、12,619部[79]